# Das Unternehmen der Wega
Das Unternehmen der Wega ist ein Hörspiel von Friedrich Dürrenmatt aus dem Jahre 1954. Es wurde nacheinander von den Sendern Bayerischer Rundfunk, Nordwestdeutscher Rundfunk Hamburg und Südwestfunk produziert. Die drei Produktionen wurden im Laufe des Jahres 1955 erstgesendet. Im Jahr 1968 schloss sich eine Produktion des Schweizer Radios DRS an. Das Hörspiel spielt in einer dystopischen Zukunft, in der der Kalte Krieg bis in das Jahr 2255 fortgeführt wurde und nun kurz vor der Eskalation steht. Die Handlung wird durch den Reisearzt Mannerheim wiedergegeben, der im Auftrag des Geheimen Dienstes während der Mission der Wega elf Aufzeichnungen gemacht hat und diese nun in gekürzter und kommentierter Form dem Präsidenten der Vereinigten, freien Staaten Europas und Amerikas vorspielt.

## Zeitlicher Hintergrund der Entstehung
Das Hörspiel entstand im Jahr 1954, zu einer Zeit, als der Kalte Krieg in seine heiße Phase eingetreten war. In Korea war gerade der Krieg zwischen dem kommunistischen Norden (unterstützt von China) und dem westlich orientierten Süden (unterstützt von den USA) mit einem Waffenstillstandsabkommen beendet worden, jedoch war dies bereits ein Zeichen für die globale Aufteilung der Staaten in West- und Oststaaten. In Europa war das frühere Deutsche Reich faktisch in zwei Teile aufgeteilt worden: die westlich unterstützte BRD und die von der Sowjetunion dominierte DDR. In Europa standen sich mit dem „Westen“ und dem „Osten“ mittlerweile zwei in etwa gleich starke Machtblöcke gegenüber. Zudem war die Sowjetunion 1953 durch die erstmalige erfolgreiche Zündung einer Wasserstoffbombe auch auf dem Sektor der Atomwaffen mit den USA gleichgezogen, wodurch ein atomares Patt entstanden war. Zu diesem Zeitpunkt gab es keinerlei Anzeichen dafür, dass sich dieser schwelende Konflikt in naher Zukunft legen könnte; es sah im Hinblick auf die aktuellen Entwicklungen eher danach aus, dass sich die Differenzen zwischen beiden Machtblöcken noch verstärken würden.

## Handlung
Die Situation der menschlichen Welt stellt sich im Jahr 2255 wie folgt dar: Die Erde ist gespalten in zwei große Machtblöcke, nämlich die Vereinigten, freien Staaten Europas und Amerikas, und eine zweite Koalition, bestehend aus Russland, Asien, Afrika und Australien. Zudem konnte sich die östliche Koalition der Erde kürzlich in einem Militärschlag des Mondes bemächtigen. Die Venus dient beiden irdischen Koalitionen als Strafkolonie, wobei die Weststaaten Kommunisten und Kriminelle, die Oststaaten Anhänger der westlichen Lebensweise und ebenfalls Kriminelle dorthin schicken. Überwacht wird die Situation auf der Venus durch Kommissäre, die beide Machtblöcke schicken.
Nachdem der Kontakt zum letzten Kommissär auf der Venus abgebrochen ist, macht sich eine Delegation der Vereinigten, freien Staaten Europas und Amerikas, bestehend aus Außenminister Horace Wood, Reisearzt Mannerheim, Kapitän Lee, Oberst Camille Roi, Kriegsminister Costello, dem Minister für außerirdische Gebiete und dem Staatssekretär für Angelegenheiten auf der Venus, auf dem Raumschiff Wega auf den Weg zur Venus. Ihr Auftrag besteht darin, die Bewohner der Venus zu einer Zusammenarbeit gegen die östliche Koalition auf der Erde zu bewegen, da der Kalte Krieg unmittelbar vor der Eskalation steht.
Auf der Reise informiert Außenminister Wood den Reisearzt Mannerheim, dass er von dessen geheimen Auftrag weiß, ihn zu überwachen und gegebenenfalls ein gewünschtes Ende der Mission herbeizuführen. Außerdem bemerkt er im Gespräch mit Oberst Roi, dass dieser ebenfalls im Auftrag des Präsidenten der Vereinigten, freien Staaten Europas und Amerikas Teil der Mission ist, um im Falle des Scheiterns der Mission mit der Wega einen militärischen Angriff auf die Venus durchzuführen, um zu verhindern, dass die Bewohner sich mit der gegnerischen Koalition verbünden.
Nach einer ersten Konferenz auf dem Raumschiff Wega, bei der lediglich festgestellt werden kann, dass man kaum etwas über die politische Situation auf der Venus weiß, landet die Delegation schließlich auf der Strafkolonie und trifft auf die Bevollmächtigten der Venus, John Smith und Petersen, einen Mörder aus Deutschland. Die Begrüßungsrede des Außenministers wird durch Vulkanausbrüche und ein Unwetter gestört, weshalb sich die beteiligten Personen zu ersten Besprechungen in Ermangelung fester Siedlungen auf dem Planeten auf ein Unterseeboot begeben. Dort stellt sich recht schnell heraus, dass es auf der Venus keinerlei Regierung oder gar Politik gibt und dass die Bevollmächtigten lediglich an den Verhandlungen teilnehmen, weil sie den Funkspruch der Wega aufgefangen hatten und gerade Zeit haben. Diese Situation verwirrt die irdische Delegation, weshalb sie sich zunächst auf die Wega zurückzieht.

Dort beraten die Abgesandten der Erde nun das weitere Vorgehen. Während Costello und die anderen Mitglieder der Delegation frustriert auf einen Abbruch der Verhandlungen drängen, schmiedet Außenminister Wood, dem durchaus einiges an Sympathie für die Politiklosigkeit auf der Venus anzumerken ist, den Plan, die Verhandlungspartner der Venus zum Staatsoberhaupt zu erklären  und ihnen die Rückkehr zur Erde in Aussicht zu stellen.
Zurück auf der Venus begegnet der Delegation eine neue Bevollmächtigte: die ehemalige polnische Straßendirne Irene. Sie vertritt Smith und Petersen bei den neuen Verhandlungen nun auf einem Lazarettschiff, da diese zur Waljagd müssen. Nach wiederum kurzen Verhandlungen mit den irdischen Politikern lehnt sie im Namen aller Venusianer das Angebot ab, auf die Erde zurückzukehren und im bevorstehenden irdischen Krieg Partei zu ergreifen. Entsetzt kehren die Vertreter der Vereinigten, freien Planeten der Erde zur Wega zurück, zumal ihnen mittlerweile auch die Umgebungstemperaturen auf der Venus mächtig zu schaffen machen.
Während auf der Wega die Delegation von Bordarzt Mannerheim gepflegt wird, setzt Oberst Roi den Außenminister Wood darüber in Kenntnis, dass die Wega im Auftrag des Präsidenten zehn scharfe Bomben geladen habe, für den Fall, dass die Verhandlungen mit den Venusianern scheitern sollten. Wood nimmt dies zur Kenntnis, möchte aber einen letzten Verhandlungsversuch unternehmen. In Begleitung von Mannerheim begibt er sich noch einmal auf die Venus.

Dort trifft er wiederum auf einen neuen Bevollmächtigten, dieses Mal auf seinen früheren Studienfreund und letzten Kommissär Bonstetten. Zunächst versucht er auch diesen zu einem Einlenken zu bewegen, doch auch Bonstetten bestätigt die Haltung der anderen Bevollmächtigten: Die Bewohner der Venus sind mit ihrer Situation zufrieden und haben keinerlei Interesse daran, zur Erde zurückzukehren. Er bezeichnet das Leben, wie es auf der Venus möglich ist, zwar als schwierig, doch als ehrlicher, als dies auf der Erde möglich sei. Man lebe hier nach festen gesellschaftlichen Werten, während man auf der Erde lediglich danach lebte, diese Werte zu erreichen.

Als Wood die Unumstimmbarkeit Bonstettens bewusst wird, droht er ihm in einem Nebensatz mit der Bombardierung der Venus durch die Wega, zieht diese Drohung jedoch umgehend zurück. Bonstetten bestätigt ihm im Gegenzug jedoch, dass die Bewohner der Venus bereits mit einem solchen Vorgehen gerechnet haben und sich deshalb über den ganzen Planeten verteilt haben, um den Schaden eines Angriffs möglichst gering zu halten. Er sieht seine Ansicht bezüglich des Charakters der Menschen auf der Erde bestätigt, ohne jedoch Wood oder einem anderen Menschen die Schuld dafür zu geben. Resignierend muss Wood die Hoffnungslosigkeit der Mission anerkennen und kehrt mit Mannerheim und dem Versprechen, auf die Bombardierung zu verzichten, zur Wega zurück.
An Bord des Raumschiffs befiehlt Wood dennoch nach kurzem Gespräch mit Oberst Roi die Bombardierung, und die Wega tritt ihre Reise zurück zur Erde an. Während des Starts rechtfertigt Wood sein Vorgehen vor sich und Mannerheim als unumgänglich, da die Verhandlungshaltung der Venusianer keine andere Reaktion zugelassen habe. Schließlich beschließt er, während des nicht mehr aufzuhaltenden Krieges auf der Erde in seinem Bunker ein wenig zu lesen.

## Interpretation
Das Hörspiel Das Unternehmen der Wega spielt im Jahr 2255, es handelt sich somit um eine fiktionale, in der Zukunft angesiedelte Erzählung. Die Frage, ob es sich um eine utopische Erzählung handelt, ist nicht eindeutig zu beantworten. Nach Gero von Wilpert bildet eine Utopie eine „gedankliche Konstruktion in einer imaginierten, räumlich oder zeitlich entfernten Welt erreichbaren, praktisch nicht zu verwirklichenden Idealzustand von Menschheit, Staat und Gesellschaft“ ab. In diesem Hörspiel werden jedoch zwei verschiedene menschliche Gesellschaften dargestellt: die als verkommen, machtbesessen und korrupt charakterisierte Gesellschaft auf der Erde und die als „Paradies der Menschlichkeit“  gepriesene Gesellschaft auf der Venus, die jedoch schließlich ausgelöscht wird. Es wird hier einerseits ein positives Gesellschaftsbild der Zukunft gezeichnet (Venus), andererseits aber auch ein bedrückend negatives (Erde). Nimmt man als Voraussetzung, dass unter Berücksichtigung der Definition die Gesellschaft der Erde gemeint sein soll, so kann man in diesem Fall nicht von einer Utopie sprechen, sondern muss streng genommen den entgegengesetzten Begriff der Dystopie verwenden.
Unstrittig ist jedoch, dass das Hörspiel durchaus in die Sparte der Science-Fiction-Literatur eingeordnet werden kann. Es handelt sich um eine Erzählung, die im Rahmen einer naturwissenschaftlich-technischen Zukunftsvorstellung spielt und bei der alltägliche Lebenssituationen angenommen werden, die für die Menschen der Entstehungszeit des Hörspiels, wie auch für uns heutige Leser und Hörer fantastisch und unglaublich klingen. Ein exemplarisches Beispiel hierfür ist die Bewohnbarmachung anderer Himmelskörper durch Menschen.

### Gegensatzpaare

#### Erde vs. Venus
Die Konflikte in Das Unternehmen der Wega werden alle nach dem gleichen Prinzip dargestellt, nämlich in Form von Gegensatzpaaren.
Das offensichtlichste Gegensatzpaar sind zunächst die beiden Lebenswelten der Menschen, nämlich die Erde und die Venus. Auf die Erde braucht an dieser Stelle zunächst nicht weiter eingegangen zu werden, sie scheint äußerlich nicht anders als in unserer heutigen Zeit beschaffen zu sein. Die meisten Informationen zur Umwelt auf der Venus erhalten wir durch einen Kommentar Mannerheims zu Beginn der fünften Aufzeichnung. Er erzählt von zahlreichen Vulkanausbrüchen, anhaltend schweren Unwettern, sogar von elektrischen Entladungen am Himmel, was dem Leser bzw. Hörer unweigerlich den Eindruck vermittelt, dass es sich hier um eine wahre „Hölle“ handelt. Sie steht damit im „schärfsten Kontrast zur Erde“, die von ihren Umweltbedingungen im Vergleich dazu paradiesisch wirkt.

#### Irdische Machtblöcke
Betrachtet man sich die Situation auf der Erde im Jahr 2255, fällt der Blick unweigerlich auf das nächste Gegensatzpaar: die beiden Staatenkoalitionen. Hier steht auf der einen Seite die Gruppe der Vereinigten, freien Staaten Europas und Amerikas, auf der anderen Seite die Gruppe um die Sowjetunion, Asien, Afrika und Australien. Beide stehen sich in vielen Fragen gegensätzlich gegenüber, nutzen jedoch gemeinsam die Venus als Strafkolonie, wobei die Westkoalition Kommunisten und Kriminelle dort aussetzt, die Ostkoalition Kriminelle und West-Sympathisanten. Die Anspielung auf die Situation während des Kalten Krieges drängt sich an dieser Stelle unvermeidbar auf, wird jedoch noch verschärft durch die Schilderungen während der ersten Konferenz auf dem Raumschiff Wega: Der Konflikt habe sich derart entwickelt, dass eine Eskalation unvermeidbar geworden sei. Der Gegner habe Australien und sogar den Mond erobern können, wodurch die Vereinigten, freien Staaten der Erde immer weiter ins Hintertreffen geraten seien. Der Frieden sei nicht mehr haltbar, da die eigene Machtbasis schwinde, und es sei sicher, dass der Krieg eine große Vernichtungswelle nach sich ziehe. Dürrenmatt baut durch diese Schilderungen und die weiteren Charakterisierungen der beiden irdischen Koalitionen eine Atmosphäre der Konfrontation und Bipolarität auf.

#### Außenminister Wood vs. Gruppe um Kriegsminister Costello
Ein weiteres Gegensatzpaar bilden die Charaktere auf der Wega. Hier gibt es einerseits die Gruppe um den Kriegsminister Costello, zu der auch der Oberst Roi, der Minister für außerirdische Gebiete und der Staatssekretär für Angelegenheiten auf der Venus zählen. Sie treten in dem Hörspiel als politische Hardliner auf und zeichnen sich durch eine spürbare Skepsis gegenüber den Bewohnern der Venus sowie gegenüber der Mission an sich aus. Entsprechend rigoros drängen sie auch auf einen Abbruch der diplomatischen Bemühungen, als die Venusianer auf die Angebote der irdischen Delegation nicht einzugehen scheinen. Sie sehen außerdem die Bewohner der Venus eher als Mittel zum Zweck zur erfolgreichen Beendigung des Konflikts. Dieser Gruppe macht auch die Atmosphäre auf der Venus am meisten zu schaffen, der Minister für außerirdische Gebiete fällt sogar während der Gespräche mit Irene aufgrund der Hitze (oder bildlich aufgrund der konsequenten Haltung der Bevollmächtigten) in Ohnmacht, und der Staatssekretär erleidet bei der Rückkehr zur Wega einen Schlag.
Als Gegenpart dieser Gruppe tritt Außenminister Horace Wood in Erscheinung. Entsprechend seiner politischen Position und Funktion als Leiter der Mission geht er bei den Konferenzen und bei den Verhandlungen äußerst diplomatisch vor. Wo die anderen Delegationsmitglieder ideologisch und engstirnig agieren, reagiert Wood mit Nachdenklichkeit und Sympathie für die Menschen auf der Venus und deren Argumentationen. Er möchte ihnen die Möglichkeit bieten, die ihnen auf der Erde vorgeworfenen Verbrechen zu sühnen und ihnen als Belohnung für ihre Zusammenarbeit mit den Vereinigten, freien Staaten Europas und Amerikas einen Neuanfang auf der Erde zu ermöglichen. Entsprechend ablehnend steht er auch dem Einsatz der Atomwaffen als Mittel zur Erpressung einer Zusammenarbeit gegenüber.

#### Mannerheim vs. Oberst Roi
Das Handeln von Außenminister Wood wird von einem weiteren Gegensatzpaar unter den Charakteren auf der Wega kontrolliert, nämlich von Mannerheim und Oberst Roi. Beide haben ihre (geheimen) Befehle bereits vor der Mission von den zuständigen Kräften innerhalb der Vereinigten, freien Staaten Europas und Amerikas erhalten: Mannerheim soll das Vorgehen Woods kontrollieren, Roi soll ein Scheitern der Mission durch den finalen Einsatz von Atombomben verhindern. Durch beide Personen sowieso durch die Tatsache, dass Wood bereits vor dem ersten Aufeinandertreffen mit den Venusianern herausfindet, welchen geheimen Sinn die Entsendung Mannerheims und Rois zu dieser Mission hat, ist er in seinem Handeln konkret eingeschränkt. Weder kann er während der Verhandlungen Partei für die Bewohner der Venus ergreifen bzw. vielleicht sogar ähnlich der Kommissäre ungestraft desertieren, noch kann er die Verhandlungen scheitern lassen, ohne dass der Venus ernsthafte Konsequenzen drohen. Beusch charakterisiert Mannerheim und Roi daher als Henkersfiguren, wie sie in mehreren Werken Dürrenmatts auftreten.

#### Bewohner der Erde vs. Bewohner der Venus / Wood vs. Bonstetten
Ein letztes Gegensatzpaar in Das Unternehmen der Wega sind schließlich die unterschiedlichen Denkweisen der Bewohner der Erde und der Venus, demonstriert anhand der Personen Wood und Bonstetten. Betrachtet man die Zusammensetzung der beiden Gesellschaften bzw. der exemplarisch erwähnten Personengruppen, fallen bereits erste Unterschiede auf. So sind auf der Erde in erster Linie jeweils systemkonforme Vertreter des entsprechenden Wertekontinuums erwünscht, was in diesem Hörspiel die Regierungsbeamten der Delegation sind. Die Bewohner der Venus hingegen setzen sich aus Sträflingen und Ausgestoßenen zusammen, da sie jedoch aus beiden Staatenkoalitionen der Erde stammen, handelt es sich hierbei nicht um eine von Verbrechern dominierte Gesellschaft, sondern um eine in realem Maßstab völlig normale, heterogene Ansammlung von Individuen. Ihr oberstes Ziel auf der Venus ist die Sicherung des eigenen Überlebens sowie des Überlebens anderer, ohne die wiederum das eigene Überleben schwieriger werden würde. Die Gesellschaft zeichnet sich daher durch praktisch angewandte Mitmenschlichkeit, die im Kampf um das Dasein alles andere in den Hintergrund treten lässt. Die Bevollmächtigten drücken in diesem Sinne eine Demut und Ehrfurcht vor der Gnade des Lebens aus und verneinen daher auch den Sinn von Politik zum Erhalt einer Gesellschaft.
Im Gegensatz hierzu erweisen sich die Vertreter der Erde als absolute Materialisten. Sie treten den Menschen sowie den Gepflogenheiten auf der Venus mit Überheblichkeit und Ignoranz entgegen und können die dortige Lebensweise nicht mit ihren eigenen Erfahrungen von der Erde in Einklang bringen. Im Gegensatz zu den Venusianern betonen sie den Kampf um Werte, der über allem stehe, ohne jedoch zu begreifen, dass auf der Venus längst genau die angestrebten Werte herrschen. Sie versuchen schließlich die Menschen von der Venus, die sie ohnehin in erster Linie aus materieller Sicht als Mittel zum Zweck im Kampf gegen die gegnerische Koalition auf der Erde betrachten, durch das Angebot von Macht auf ihre Seite zu ziehen, was jedoch scheitert, da die Venusianer nach mehr zu streben scheinen als schlicht nach Reichtum und Einfluss.
Die Bipolarität der beiden Gesellschaften zeigt sich am Beispiel der beiden Charaktere Wood und Bonstetten. Ursprünglich Freunde aus früheren Studienzeiten, haben beide unterschiedliche Lebenswege eingeschlagen. Während Wood auf der Erde durch Anpassung an das herrschende System Karriere als Außenminister machte, verzichtete Bonstetten irgendwann auf eine irdische Karriere, um als Kommissär zur Venus gesandt an diesem Ort ein neues Leben nach neuen Richtlinien und in neuer Umgebung beginnen zu können. So ist ihre Freundschaft auch nach vielen Jahren scheinbar immer noch vorhanden, jedoch haben sich die Denkmuster beider derart auseinanderentwickelt, dass ihr finales Gespräch letztlich im Sand verlaufen muss. Es scheint von Woods Seite zwar eine gewisse Sympathie für die Analysen Bonstettens zu den Unterschieden der beiden Gesellschaftssysteme auf Erde und Venus zu existieren, doch scheint er diese einerseits aufgrund der Anwesenheit Mannerheims unterdrücken zu müssen, andererseits liefert ihm Bonstetten jedoch auch die geeigneten Argumente, sich nicht dem Leben auf der Venus anzuschließen, es letztlich sogar auszulöschen.

### Dialog Wood – Bonstetten
Die zentrale Stelle des Hörspiels ist der Dialog zwischen Außenminister Wood und seinem früheren Freund Bonstetten.
Bereits im Vorfeld steht fest, dass es nur zwei mögliche Ergebnisse geben kann: Entweder stimmt Bonstetten einer Zusammenarbeit der Venus mit den Vereinigten, freien Staaten Europas und Amerikas zu oder aber die Gesellschaft der Venus steht vor ihrer Vernichtung. Der Grund ist folgender: Die Anwesenheit Mannerheims setzt Wood unter Druck, den Venusianern nicht nachzugeben bzw. selbst nicht der Verführung durch die gesellschaftlichen Regeln der Venus zu erliegen. Aufgrund dieser Vorfestlegung der irdischen Delegation kann man an dieser Stelle unmöglich von Diplomatie sprechen.
In diesem Gespräch werden die unterschiedlichen Ansichten der beiden Gesellschaften deutlich: Während auf der Erde ein Streben nach Werten mit allen Mitteln im Vordergrund stehe, dominiere auf der Venus ein Streben nach Leben aufgrund der dort herrschenden Umweltbedingungen. Bonstetten bestätigt diesbezüglich die „Freiheit, recht zu handeln, um das Notwendige zu tun.“
Als Wood im Laufe der Diskussion keinen weiteren Ausweg mehr sieht, seine Mission zu einem unblutigen Erfolg zu führen, droht er gar offen mit der Vernichtung der Venus, zieht diese Drohung jedoch umgehend zurück. Bonstetten erwidert jedoch, dass die Bewohner der Venus ein derartiges Vorgehen bereits erahnt und entsprechende Notfallmaßnahmen eingeleitet haben. Zudem entlarvt er Woods weiteres Vorgehen, indem er sagt: „Du kannst die Tat nicht zurücknehmen, die du denken konntest.“ (Dieses Zitat ist ähnlich einer zentralen Aussage von Johann Wilhelm Möbius in Dürrenmatts Komödie Die Physiker: „Was einmal gedacht wurde, kann nicht zurückgenommen werden.“) Außerdem lehnt er weiterhin eine Zusammenarbeit mit einer irdischen Koalition ab, was Beusch schließlich als „unmenschlich konsequent, aber doch beeindruckend menschlich“ charakterisiert.
Wood erkennt schließlich, dass auf der Venus eigentlich die Ideale herrschen, nach denen die Menschen auf der Erde vorgeblich streben, schafft es jedoch nicht, sich von seinem Denkmuster, dem unterschwelligen Einfluss Mannerheims sowie der knallharten, in der Form eines Advocatus Diaboli vorgetragenen Argumentation Bonstettens zu lösen. So bleibt ihm nach der Rückkehr zur Wega schließlich nur die von Oberst Roi forcierte Option, die Venus durch eine Bombardierung zu zerstören, bevor die gegnerische Koalition von der Erde diplomatischen Kontakt zu ihr aufnehmen kann.

### Politikverständnis Dürrenmatts
Ein zentrales Thema des Hörspiels ist außerdem das Politikverständnis Dürrenmatts. Dies lässt sich in drei Punkten formulieren:

#### 1. Politik ist ein schmutziges Geschäft.
Die Delegation der Wega besucht die Venus mit dem nach außen getragenen Vorhaben, mit den dortigen Bewohner Verhandlungen über eine militärische Unterstützung im Falle eines Krieges auf der Erde zu führen. Das Ergebnis der Verhandlungen steht jedoch bereits im Vorfeld fest, ohne dass bereits eine Meinung von der Venus eingeholt wurde: entweder die Venus schließt sich dem Angebot der Delegation der Vereinigten, freien Staaten Europas und Amerikas an, oder aber sie wird vernichtet. Ein richtiges Mitspracherecht auf annähernd gleicher Augenhöhe wird von den Abgesandten der Erde nicht erwogen, vielmehr soll lediglich das hinter der Mission stehende Ultimatum möglichst lange verschleiert werden.

#### 2. Die Politik ist ein Mittel des Machtstrebens.
Politik im Allgemeinen wie auch im konkreten Besuch der Delegation auf der Venus dient einzig und allein dem Zweck, die eigene Machtbasis zu stärken bzw. auszubauen. Dies soll durch eine Kooperation der Venus mit der westlichen Koalition der Erde erreicht werden.
Nachdem die Verhandlungen gescheitert sind, geht man schließlich sogar dazu über, die Venus zu vernichten, um der gegnerischen Koalition nicht die Möglichkeit zu geben, sich ihrerseits mit der Venus zu verbünden. So wird am Ende, nachdem die eigene Machtstellung nicht vergrößert werden konnte, auch sichergestellt, dass der Gegner seine Machtbasis nicht noch ausbauen kann.

#### 3. Politik ist für die Entstehung einer idealen Gesellschaft hinderlich.
Die Gesellschaft der Venus mit ihrem Streben nach Leben wird durch Außenminister Woods Äußerungen von Dürrenmatt zu einer Art perfekter Gesellschaft stilisiert. Sie ist vornehmlich damit beschäftigt, das Überleben aller Individuen zu sichern, um gleichzeitig jeweils das eigene Überleben zu sichern. Eine Politik im irdischen Sinne wird daher als sinnlos erachtet. Man würde dafür schlicht zu viel Zeit und zu viele Ressourcen benötigen, Politik würde den Erhalt dieser Gesellschaft behindern.
Dass nun die irdische Delegation zur Venus reist, um politische Bitten bzw. Forderungen vorzutragen, ist in dieser Situation natürlich absolut unangebracht, sodass das Vorhaben Woods, die Venusianer durch Machtmehrung für die Politik zu interessieren, ja überhaupt die gesamte diplomatische Mission bereits vor Beginn der Verhandlungen zum Scheitern verurteilt sind.

## Produktionsübersichten

### BR-Produktion
Die Produktion des BR entstand 1954 und wurde am 18. Januar 1955 erstgesendet. Mit einer Abspieldauer von 76'35 Minuten ist sie die längste der drei Aufnahmen.
- Regie: Walter Ohm
- Komposition: Tibor Inczedy

Die Sprecher und ihre Rollen:
- Kurt Horwitz: Sir Horace Wood, Außenminister
- Otto Brüggemann: Der Kriegsminister
- Hans Herrmann-Schaufuß: Der Minister für außerirdische Gebiete
- Peter Lühr: Dr. Mannerheim
- Fritz Rasp: Oberst Roi
- Klaus W. Krause: John Smith
- Fritz Straßner: Herr Petersen
- Edith Heerdegen: Irene
- Walter Hillbring: Petrov
- Erwin Kalser: Bonstetten
- Ernst Rotmund: Ein Kapitän
- Ingeborg Hoffmann: Automatenstimme
- Leo Bardischewski: Bombenabwurfstimme
- Justin Lauterbach: Flugplatzstimme
- Hans Joachim Quitschorra: Stimme eines Amputierten
- Karin Esch: Schrei einer Gebärenden

### NWDR-Produktion
Die Produktion des NWDR Hamburg entstand 1955 und wurde am 20. Januar 1955 erstgesendet. Mit einer Abspieldauer von 64'00 Minuten ist sie die zweitlängste der drei Aufnahmen.
- Regie: Kurt Reiss
- Redaktion: Heinz Schwitzke
- Technische Realisation: Peter Gawehn, Ingrid Bunke, Gisela Gröning
- Elektronische Geräusche: Werner Haentjes, Heinz Schütz

Die Sprecher und ihre Rollen:
- Hans Lietzau: Mannerheim
- Bum Krüger: Sir Horace Wood
- Heinrich Ockel: Kapitän Lee
- Gert Westphal: Oberst Camille Roi
- Heinz Klevenow: Der Kriegsminister
- Erwin Linder: Der Minister für außerirdische Gebiete
- Wilhelm Kürten: Der Staatssekretär
- Ludwig Linkmann: John Smith
- Heinz Klingenberg: Petersen
- Gisela Trowe: Irene
- Friedrich Domin: Bonstetten
- Viola Wahlen
- Werner Rundshagen

### SWF-Produktion
Die Produktion des SWF entstand ebenfalls 1955 und wurde am 19. Juli 1955 erstgesendet. Mit einer Abspieldauer von 57'15 Minuten ist sie die kürzeste der drei Aufnahmen.
- Regie: Ludwig Cremer
- Regieassistenz: Lothar Timm
- Technische Realisierung: Fred Bürck, Marlies Kranz

Die Sprecher und ihre Rollen:
- Werner Krauß: Wood
- Paul Bildt: Bonstetten
- Rudolf Fernau: Mannerheim
- Henni Schneider-Wenzel: Irene
- Arthur Mentz: Oberst Roi
- Fritz Saalfeld: Kriegsminister
- Wilhelm Kürten: Minister
- Erwin Klietsch: Staatssekretär
- Kurt Ebbinghaus: John Smith
- Hanns Bernhardt: Petersen
- Friedhelm Kuhlen: Kapitän
- Gert Keller: Stimme
- Friedrich von Bülow: Stimme

- Kassetten-Edition: Ernst Klett Verlag 1986
- Download: SWR Edition 2014

### DRS-Produktion
Die Produktion des Schweizer Radios DRS entstand 1968 und dauert 62'20 Minuten
Regie: Hans Hausmann
Die Sprecher und ihre Rollen:
- Mannerheim:                       	Matthias Habich
- Sir Horace Wood:                     	Walter Kiesler
- Kapitän Lee:                          Maximilian Wolters
- Oberst Camille Roi:                  	Horst Christian Beckmann
- Der Kriegsminister:                   Walter Richter
- Minister für außerirdische Gebiete: 	Peter Matić
- Der Staatssekretär:                   Adolph Spalinger
- John Smith:            	            Wolfgang Reinbacher
- Petersen:                      	    Klaus Henner Russius
- Irene:                                Katharina Tüschen
- Bonstetten:                           Joachim Ernst
- Präsident:                         	Kurt Fischer-Fehling
- John:                      	        Rudolf Hofmann
- Eine Stimme:                          Urs Bihler

## Trivia
Das Raumschiff, mit dem die Delegation die Reise zur Venus antritt und welches namensgebend für den Titel des Hörspiels ist, ist nach einem Stern im Sternbild Leier benannt, siehe Wega. Weitere Namen der Wega bei anderen Konflikten waren Altair und Deneb. Auch bei diesen Namen handelt es sich um die Bezeichnung von Sternen, siehe Altair und Deneb. Die drei Sterne bilden in der Astronomie das sogenannte Sommerdreieck.